# 漢江医大生死亡事件
漢江医大生死亡事件（ハンガンいだいせいしぼうじけん）は、2021年4月25日午前3~5時ごろ、中央大学校医学部在学生Xが盤浦漢江公園で友人と酒を飲んだ後行方不明になり、4月30日に盤浦漢江公園水上タクシー乗り場の近くで遺体で発見された事件である。

## 概要
4月24日23時ごろからXと同席者Aは、4月25日2時ごろまで漢江辺で酒を飲んだ。4月25日夜明けに行方不明になったXは、警察と民間救助士の捜索が数日間行われ、4月30日15時50分ごろに遺体で発見された。死因は溺死推定という解剖結果が公開された。

## その他
- 5月3日、ソウル特別市長は弔意を表し、CCTVの改善を約束した。[5]
- この事件をきっかけに、市民の間では、漢江公園での夜間飲酒を禁止すべきだという主張が持ち上がっている。[6][7][8]
- この事件で金を儲ける一部のユーチューバーの行動も問題となっている。[9]